# Вахнянин Анатоль Климович
Анато́ль (Наталь) Вахня́нин (19 вересня 1841, Сенява — 11 лютого 1908, Львів) — український громадсько-політичний діяч, композитор, педагог і журналіст.

## Життєпис
Народився 19 вересня 1841 року в місті Сеняві, нині Переворський повіт, Підкарпатське воєводство, Польща (тоді Перемиський округ, Королівство Галичини та Володимирії, Австрійська імперія) поблизу Перемишля в родині о. Климента Вахнянина та його дружини Кароліни Файт — доньки чеського офіцера.
3 1852 року навчався у Перемишльській гімназії. У 1859–1863 роках вивчав теологію у Львівській духовній семінарії, займався літературною і музичною діяльністю.

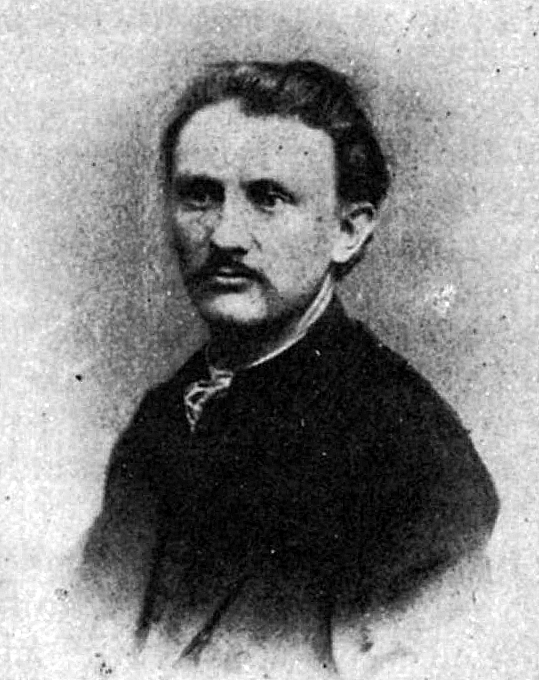
Анатоль Вахнянин

1865 року організував перший Шевченківський концерт на західноукраїнських землях.
Деякий час викладав українську мову в гімназії у Перемишлі, згодом переїхав до Відня. Навчаючись на філософському факультеті Віденського університету, 1867 року організував студентське товариство «Січ» і став його першим головою.
Після завершення університетських студій (1868) повернувся до Львова і продовжив педагогічну діяльність у Академічній гімназії.
Співорганізатор і перший голова товариства «Просвіта» (8 грудня 1868–1869).
Тісно співпрацював з комісією з написання українських підручників для народних і середніх шкіл.
1867–1870 — редактор «Правди», «Письма з Просвіти» (1878–1879), співредактор «Діла», організатор і керівник музично-хорових товариств «Торбан» (1870) і «Боян» (1891).
24 жовтня 1885 року разом із Юліаном Романчуком організував народовську політичну організацію «Народна Рада», яка продовжила ідеї Головної Руської Ради.
1890 року разом з іншими лідерами народовців став ініціатором політики «нової ери», яка мала б сприяти унормуванню українсько-польських відносин у Галичині.
У 1894–1900 роках двічі обраний депутатом Райхсрату (австрійського парламенту) від округу № 16 (Жовква — Великі Мости — Куликів — Сокаль — Белз — Рава — Угнів — Немирів). У 1895—1901 роках був послом до Галицького сейму від Сокальського повіту.
У 1903 році заснував Вищий музичний інститут ім. М. Лисенка у Львові (пізніше — Львівська консерваторія) і став його першим директором.

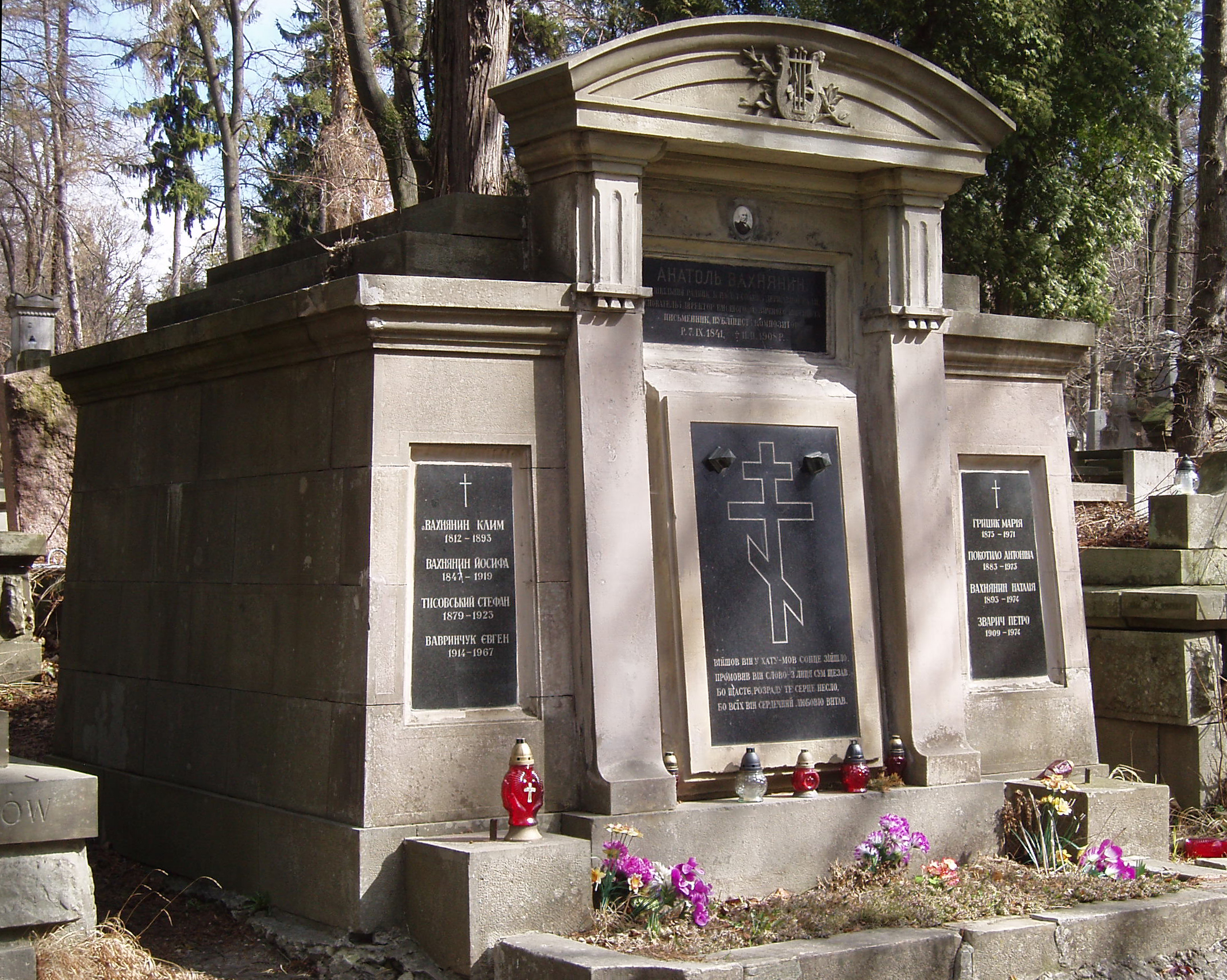
Гробівець родини Вахняниних на 72 полі Личаківського цвинтаря у Львові

Був засновником та керівником Союзу співацьких і музичних товариств.
Портрет Анатоля Вахнянина написав художник Корнило Устиянович.
Анатоль Вахнянин помер 11 лютого 1908 року у віці 66 років у Львові, похований у родинному гробівці на 72 полі Личаківського цвинтаря.

## Родина
Племінник Анатоля Вахнянина, Богдан — також згодом відомий композитор, автор низки хорових творів на слова Шевченка.
Його дідом та бабусею по батьківській лінії були о. Яків Вахнянин та Єва (Євдокія) з роду Ваньковичів гербу Лис.
По материнській лінії походив з роду Вейтів. Його дід, капітан австрійської імператорської армії Ігнацій Вейт (1764—1831 рр.), який народився у північній Чехії в м. Грюліх (нині Краліки), служив у полку, з яким пройшов через Сілезію та Західну Галичину до Ярослава та Перемишля. Помер у 1831 р. в Перемишлі під час епідемії холери. Серед інших родичів Анатоля Вахнянина по цій лінії онуком рідного брата його матері Вільгельма був прем'єр-міністр Польщі Казимир Світальський.

## Творчий доробок
Автор опери «Купало» (1870–1892, поставлена 1929 року в Харкові), музики до драм Тараса Шевченка «Назар Стодоля», Федора Заревича «Бондарівна», хорів, пісень, а також літературних творів — «Три тополі», «Оповідання і гуморески» (1902), «Споминів з життя» (1908), шкільних підручників.
Автор музики до відомої пісні «Шалійте, Шалійте, скажені кати!» (1889 р.).

## Пам'ять
У 1991 році у Львові на честь Вахнянина була названа вулиця. Також на його честь названі кілька вулиць в інших містах України.